# Zitadelle Spandau
Zitadelle Spandau este o arie protejată (arie specială de conservare — SAC, sit de importanță comunitară — SCI) din Germania întinsă pe o suprafață de 0,44 ha, integral pe uscat.

## Localizare
Centrul sitului Zitadelle Spandau este situat la coordonatele 52°32′30″N 13°12′44″E / 52.5417°N 13.2122°E.

## Înființare
Situl Zitadelle Spandau a fost declarat sit de importanță comunitară în martie 2001 pentru a proteja 3 specii de animale. Situl a fost protejat și ca arie specială de conservare în februarie 2013.

## Biodiversitate
Situată în ecoregiunea continentală, aria protejată nu include niciun habitat protejat.
La baza desemnării sitului se află mai multe specii protejate de  mamifere (3): liliac cu urechi mari (Myotis bechsteinii), liliac de iaz (Myotis dasycneme), liliac comun (Myotis myotis)
Pe lângă speciile protejate, pe teritoriul sitului au mai fost identificate 6 specii de mamifere.